# Голицына, Елизавета Алексеевна
Княжна Елизаве́та Алексе́евна Голи́цына (22 февраля 1797, Санкт-Петербург — 7 декабря 1843, Луизиана) — католическая монахиня и миссионерка из рода Голицыных. Видный деятель конгрегации Святейшего Сердца Иисуса.

## Биография
Родилась в 1797 году в семье князя Алексея Андреевича Голицына и его супруги, Александры Петровны Голицыной (урождённой Протасовой). Княжна Елизавета была крещена в православии, в молодости, узнав о том, что её мать, а также сёстры матери Екатерина и Вера приняли католичество, написала собственной кровью обет всеми силами противиться католической вере. Это привело её к необходимости изучать «чужую веру», первоначальное неприятие которой сменилось живым интересом, а впоследствии закончилось обращением в католичество её самой. Елизавета избрала путь монашества, в 1826 году по совету своего духовника Ж. Л. Розавена она вступила в недавно образованную француженкой Мадлен Бара женскую конгрегацию Святейшего Сердца Иисуса.
В 1826 году она принесла временные монашеские обеты, в 1832 году — вечные. Елизавета Голицына завоевала большое доверие основательницы общины Мадлен Бара, которая неоднократно доверяла ей ряд важных миссий в деятельности конгрегации.
В 1834 году Голицына стала визитатором общества, в её задачу входила инспекция всех учебных заведений конгрегации Святейшего Сердца. В 1839 году она приняла активное участие в работе VI генерального капитула в Риме, где была избрана генеральным ассистентом конгрегации. В 1840 году она была отправлена с важной миссией в США, в её задачу входило расширение миссионерской и образовательной деятельности конгрегации Святейшего Сердца в Новом Свете. Голицына основала в США три монашеские общины, несколько приютов для детей индейцев, а также открыла в Нью-Йорке Манхеттэнвилл-колледж, вскоре получившего славу одного из лучших католических образовательных учреждений США.
В 1840 году она открыла в Луизиане миссионерский центр для индейцев и госпиталь. Сестра Елизавета сама ухаживала за больными в основанной ею больнице во время эпидемии жёлтой лихорадки, но заразилась сама и умерла в 1843 году.
Елизавета Голицына была неплохим художником и оставила после себя ряд живописных работ. В старых англоязычных источниках известна также под именем Elizabeth Galitzin.